# Eduard Spelterini

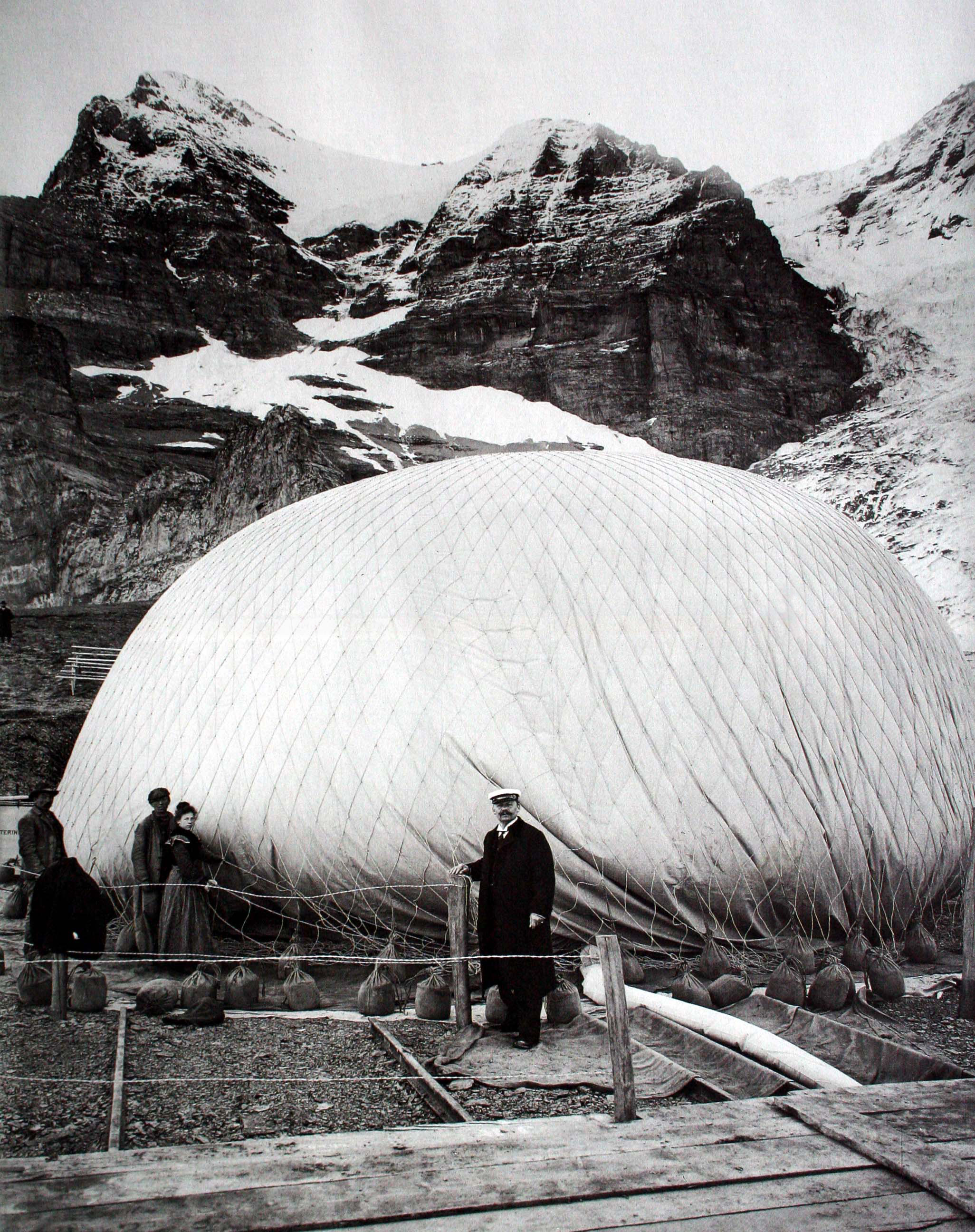
Spelterini před balonem Stella, 1904

Eduard Spelterini, vlastním jménem Eduard Schweizer (2. června 1852, Bazenheid, kanton St. Gallen – 16. června 1931, Vöcklabruck, Horní Rakousy) byl švýcarský průkopník létání, balonový kapitán a fotograf. Ve své 43leté kariéře pilota vzlétl 570krát, celkem s 1237 cestujícími.

## Mládí
Spelterini se narodil v červnu 1852 jako Eduard Schweizer. Jeho otec byl výčepní a sládek Sigmund Swiss, jeho matka byla Maria Magdalena, rozená Sütterli.

## Fotografie
Po roce 1895 začal fotografovat z balónového koše a stal se tak jedním z prvních průkopníků letecké fotografie. Spelterini používal skleněné desky bratří Lumièrů, které vyžadovaly expoziční dobu nejméně jednu třicetinu sekundy.
Jednalo se o autochromové desky, které se daly reprodukovat barevným tiskem. Vytvářel z nich kolorované diapozitivy, které promítal na přednáškových turné po celé Evropě. V neposlední řadě také díky jeho znalosti jazyků – Spelterini mluvil plynně německy, francouzsky, anglicky a italsky – uskutečnil asi 600 přednášek s velkým úspěchem, což se odrazilo také v řadě článků v tisku. Jeho fotografie pořízené z balonu umožnily lidem spatřit poprvé pohled ze vzduchu na zem. Velká část Spelteriniho originálních skleněných desek a pletené koše balónu jsou nyní v Švýcarském muzeu dopravy v Lucernu.

## Galerie

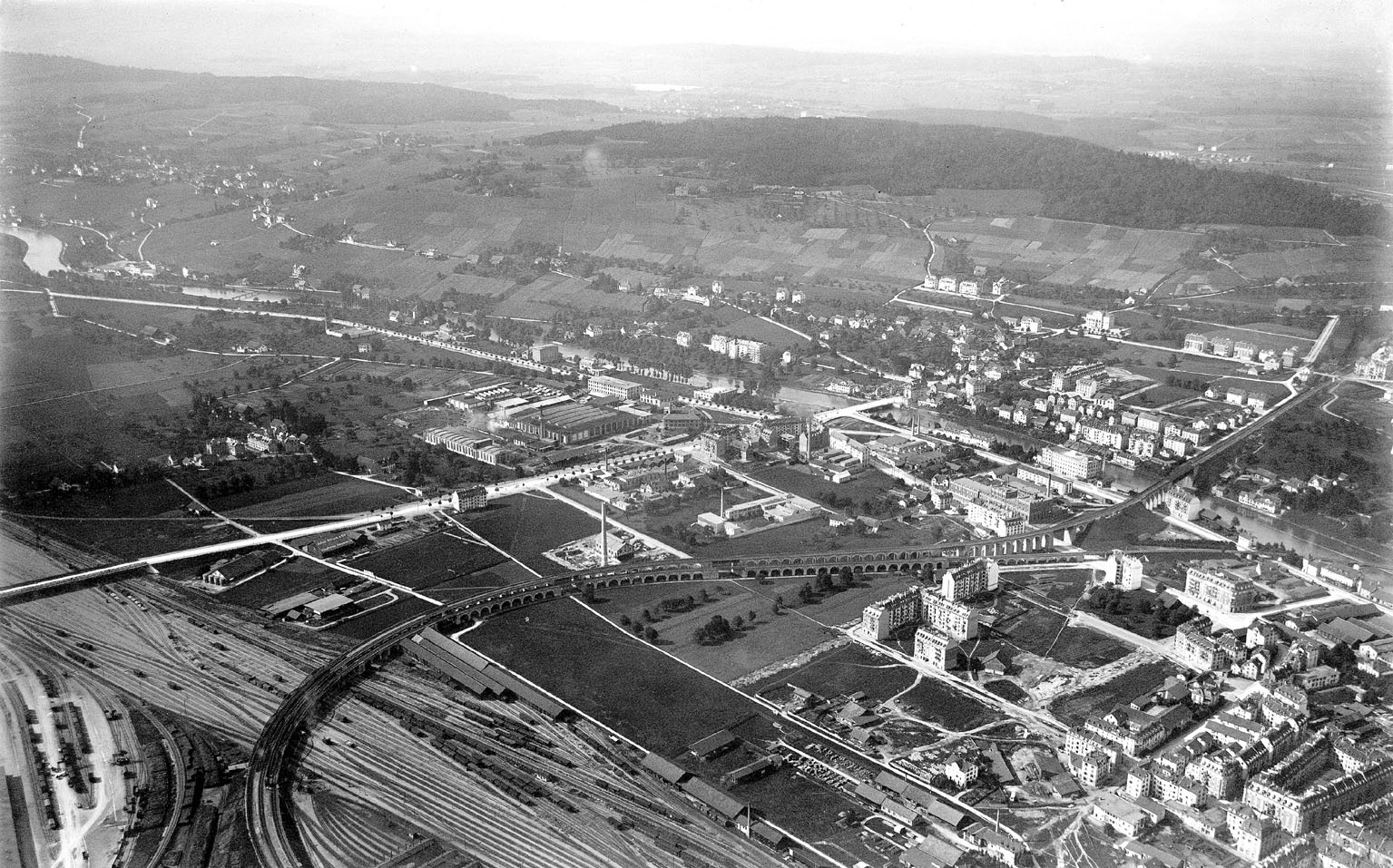
Curych – západ, 1898
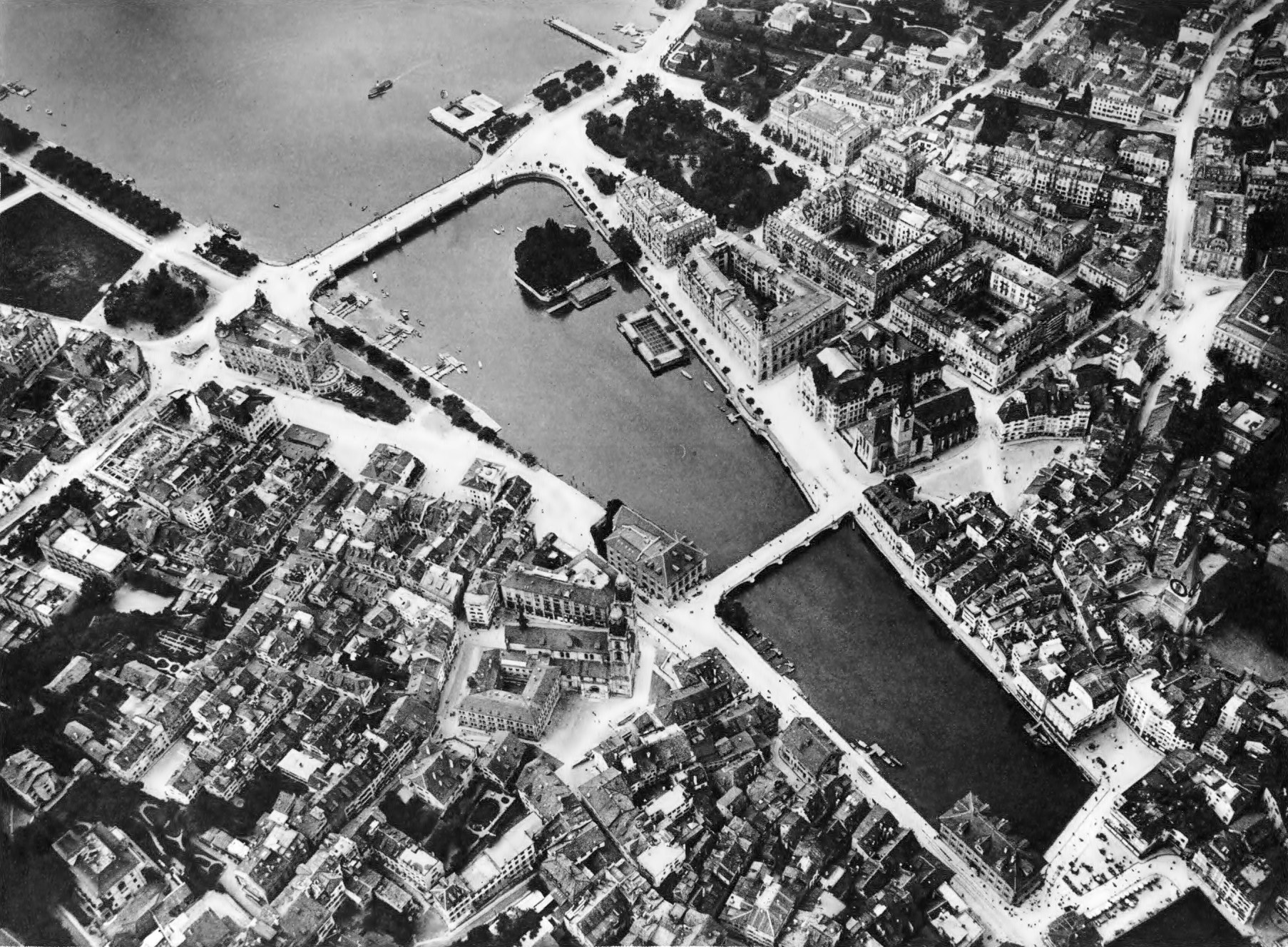
Curych 1910
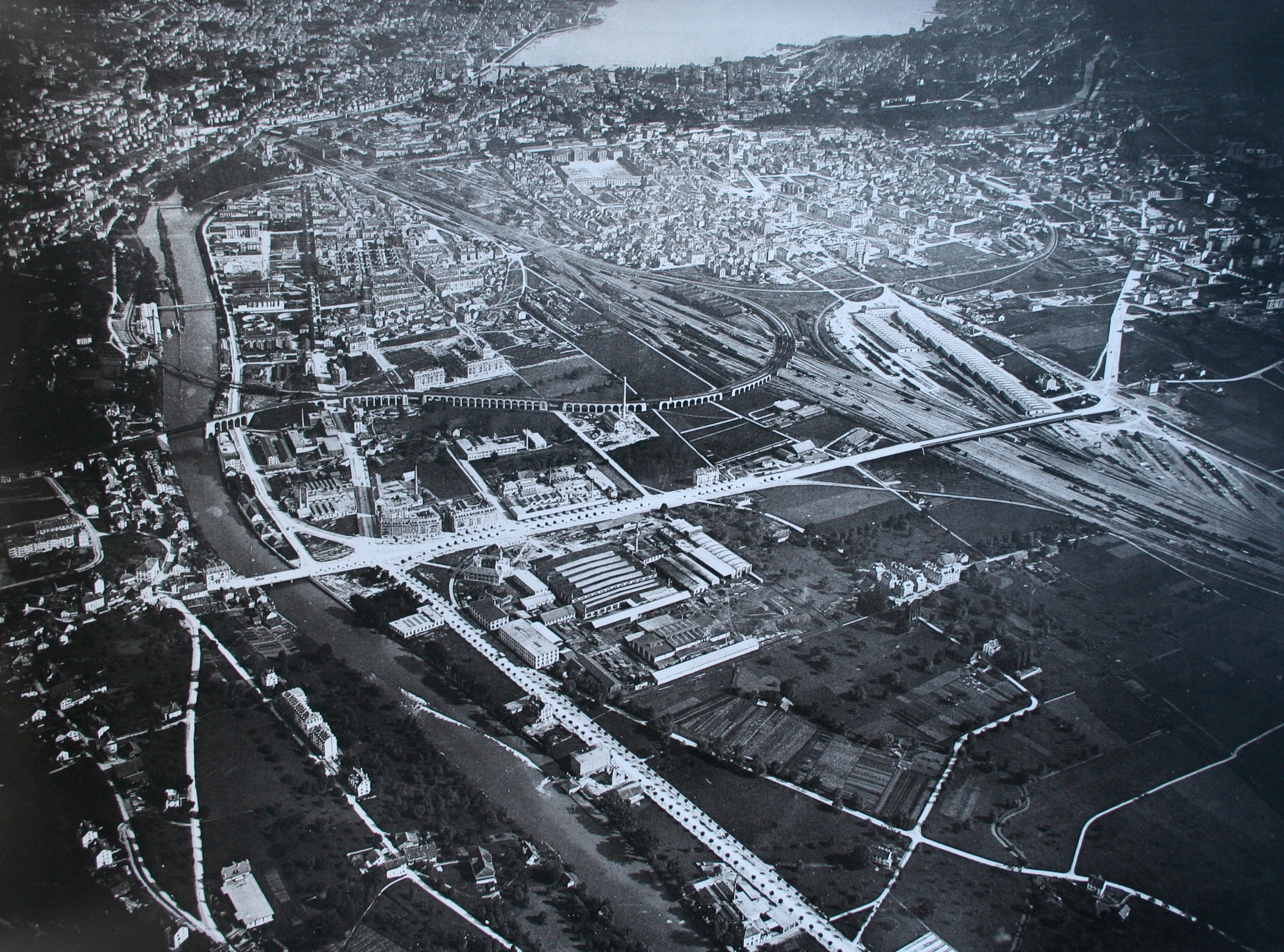
Curych, jezero Richtung See 1904
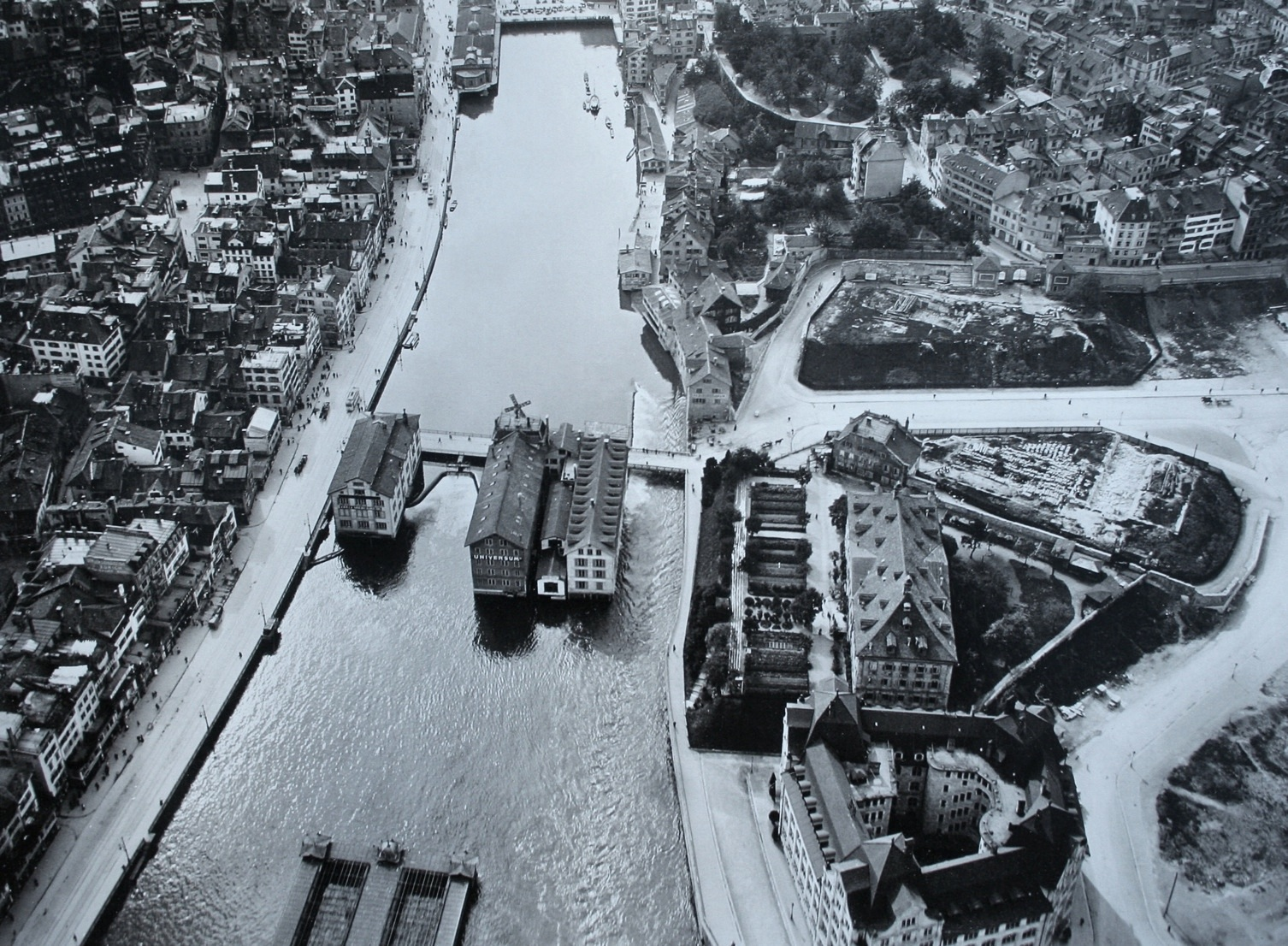
Řeka Limmat v Curychu, 1909
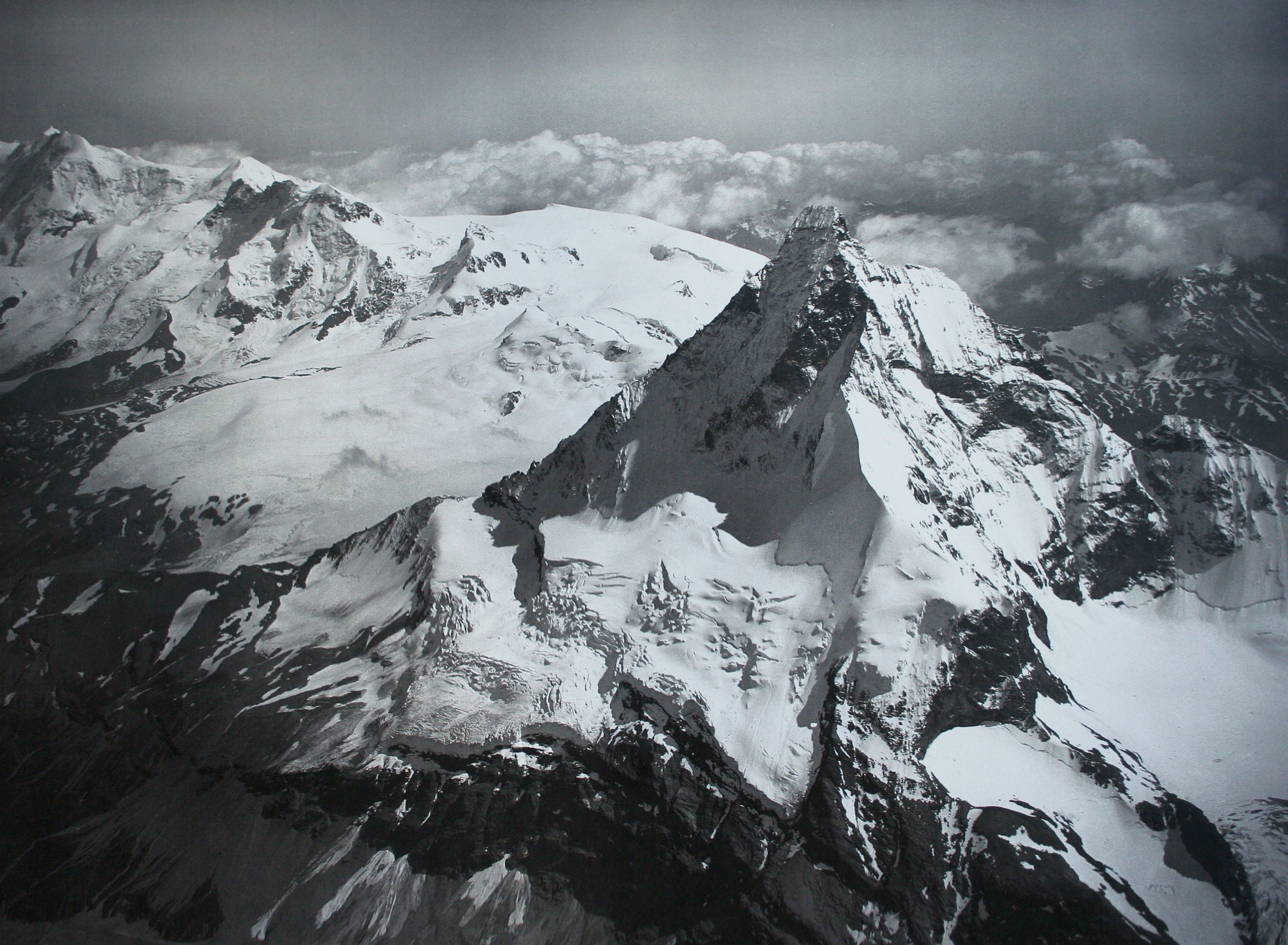
Matterhorn 1910
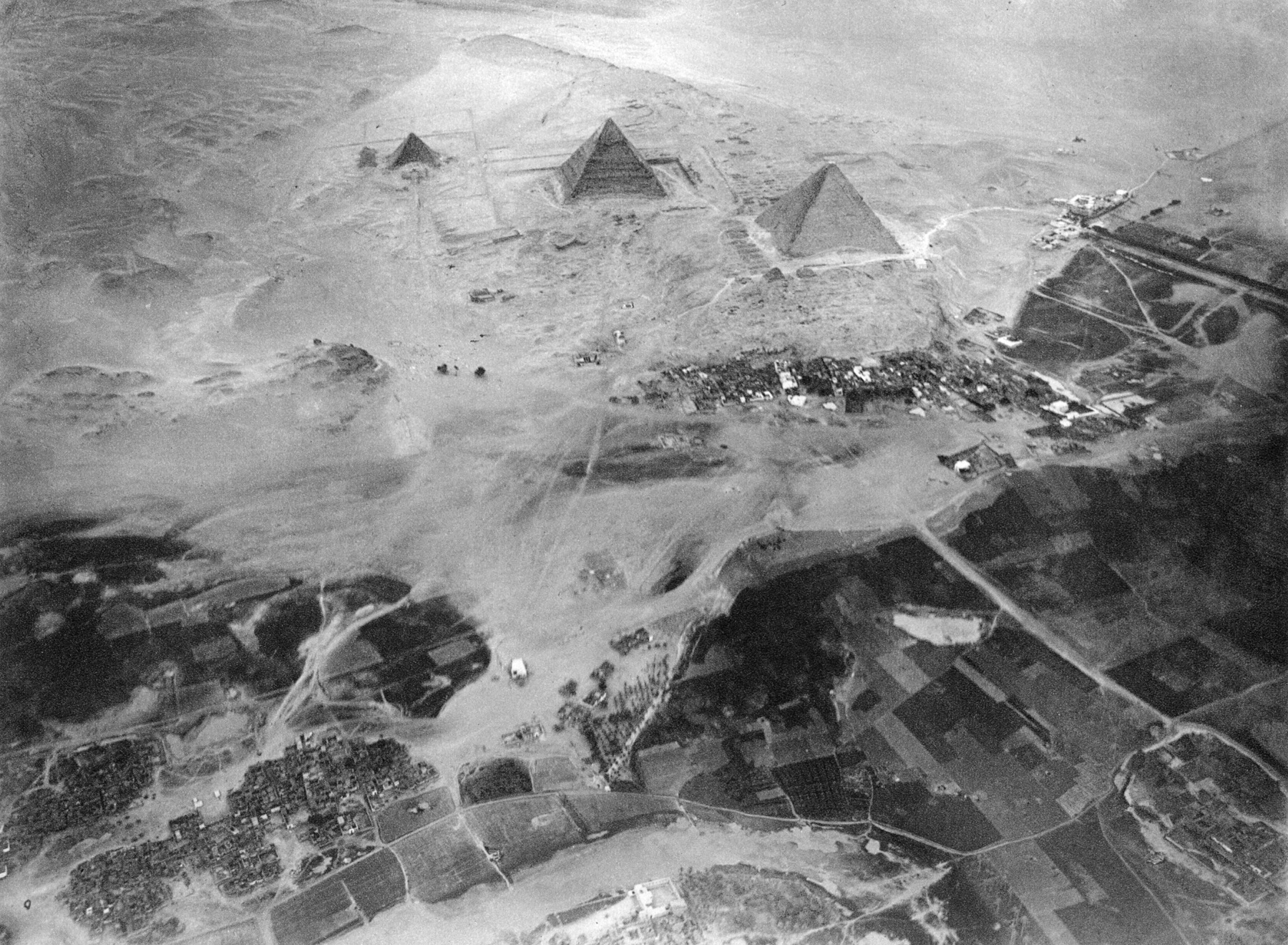
Pyramidy v Gíze, únor 1904
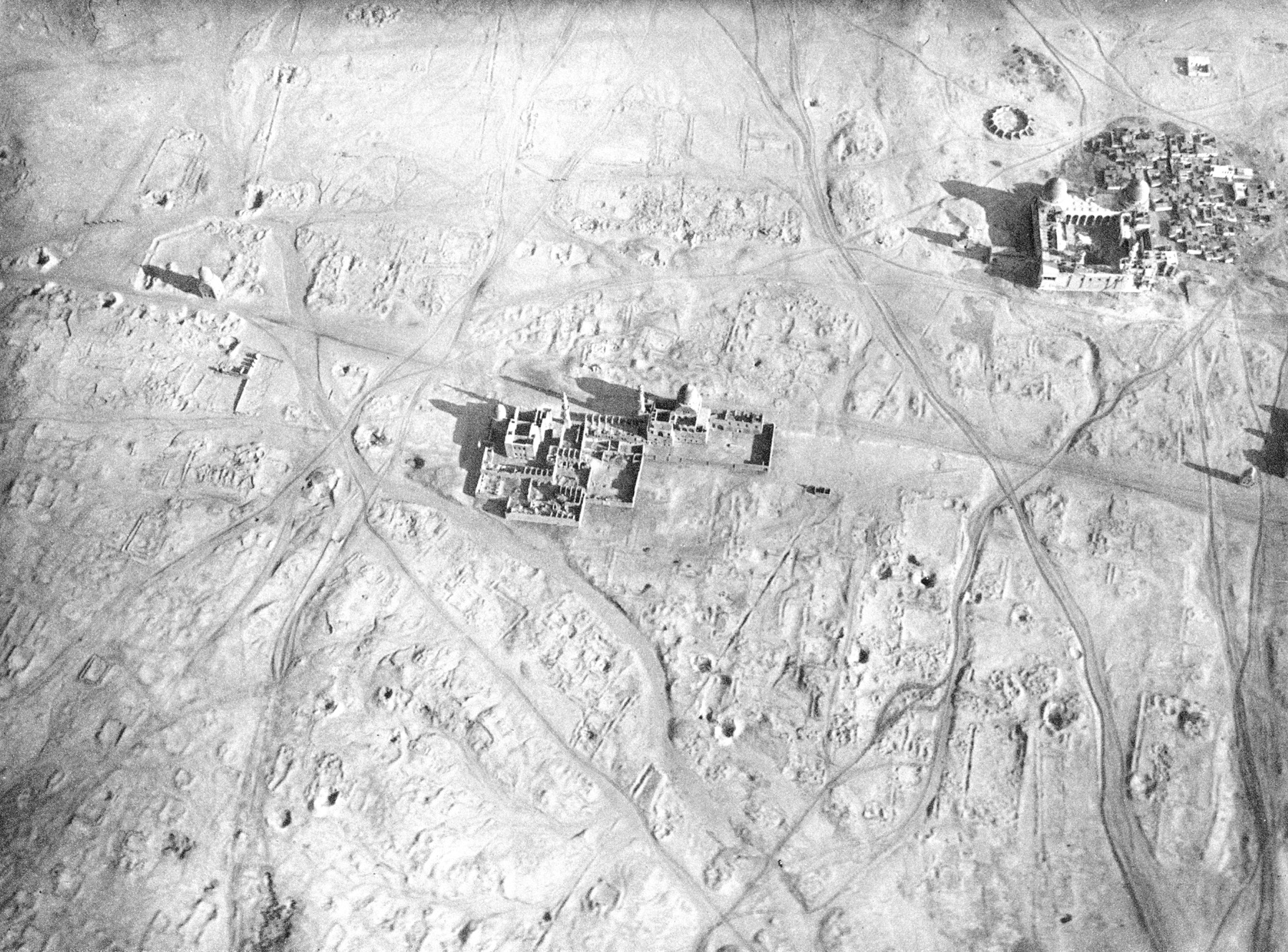
Al Ashraf Moschee (uprostřed) a Al Barkuk u Káhiry, leden 1904
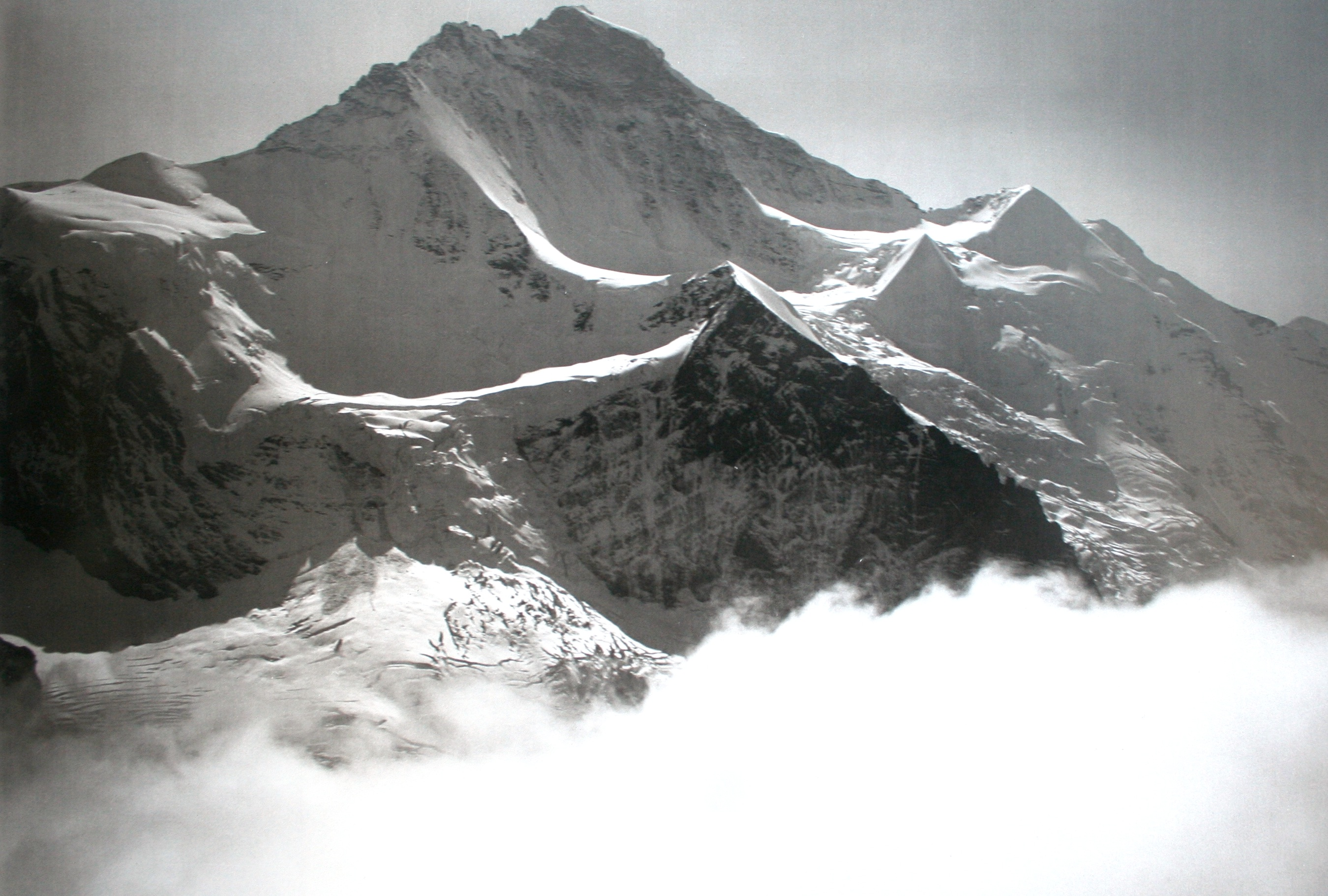
Severní stěna Jungfrau v Bernských Alpách, září 1904
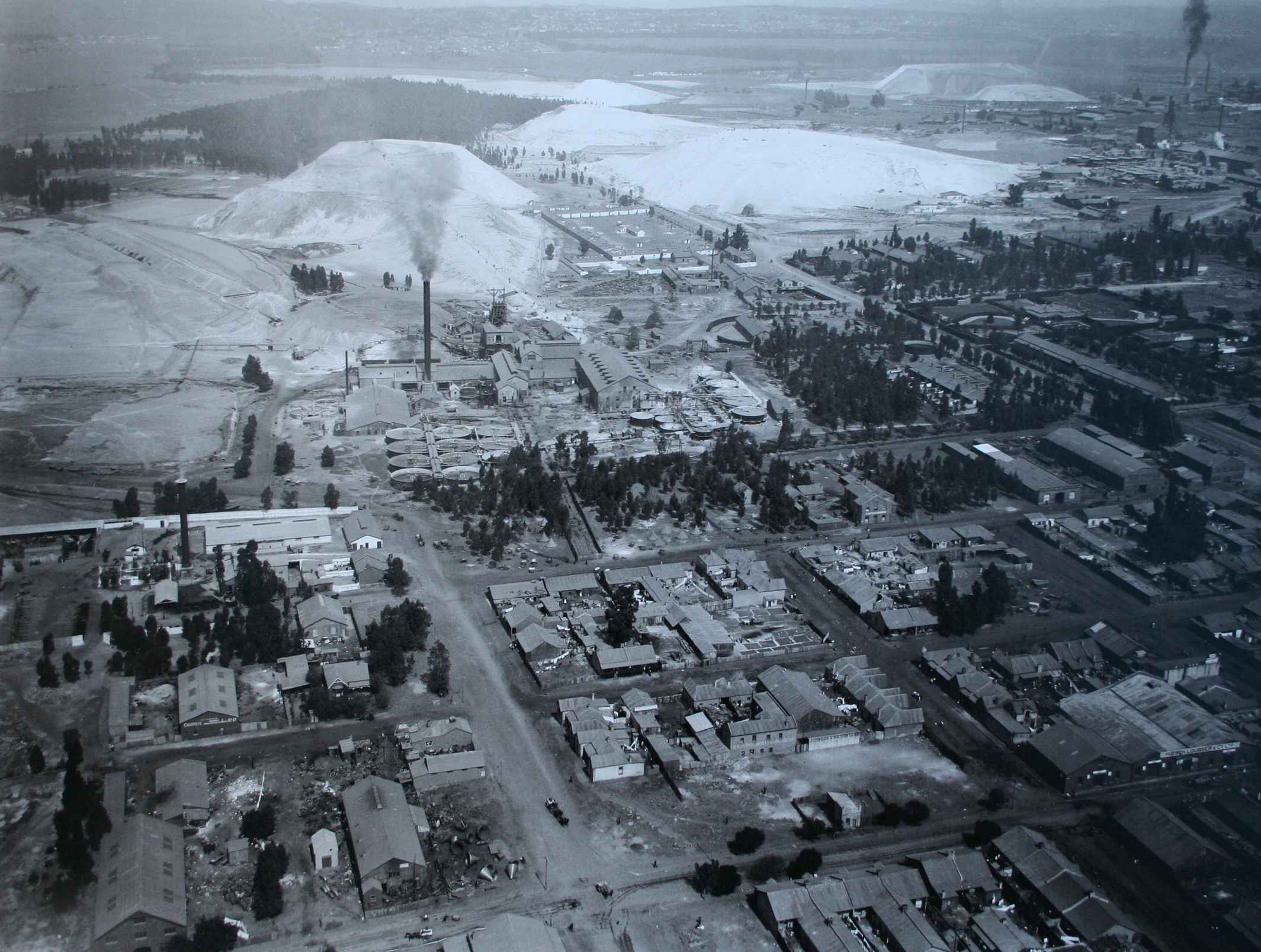
Goldminen im Transvaal, červenec 1911
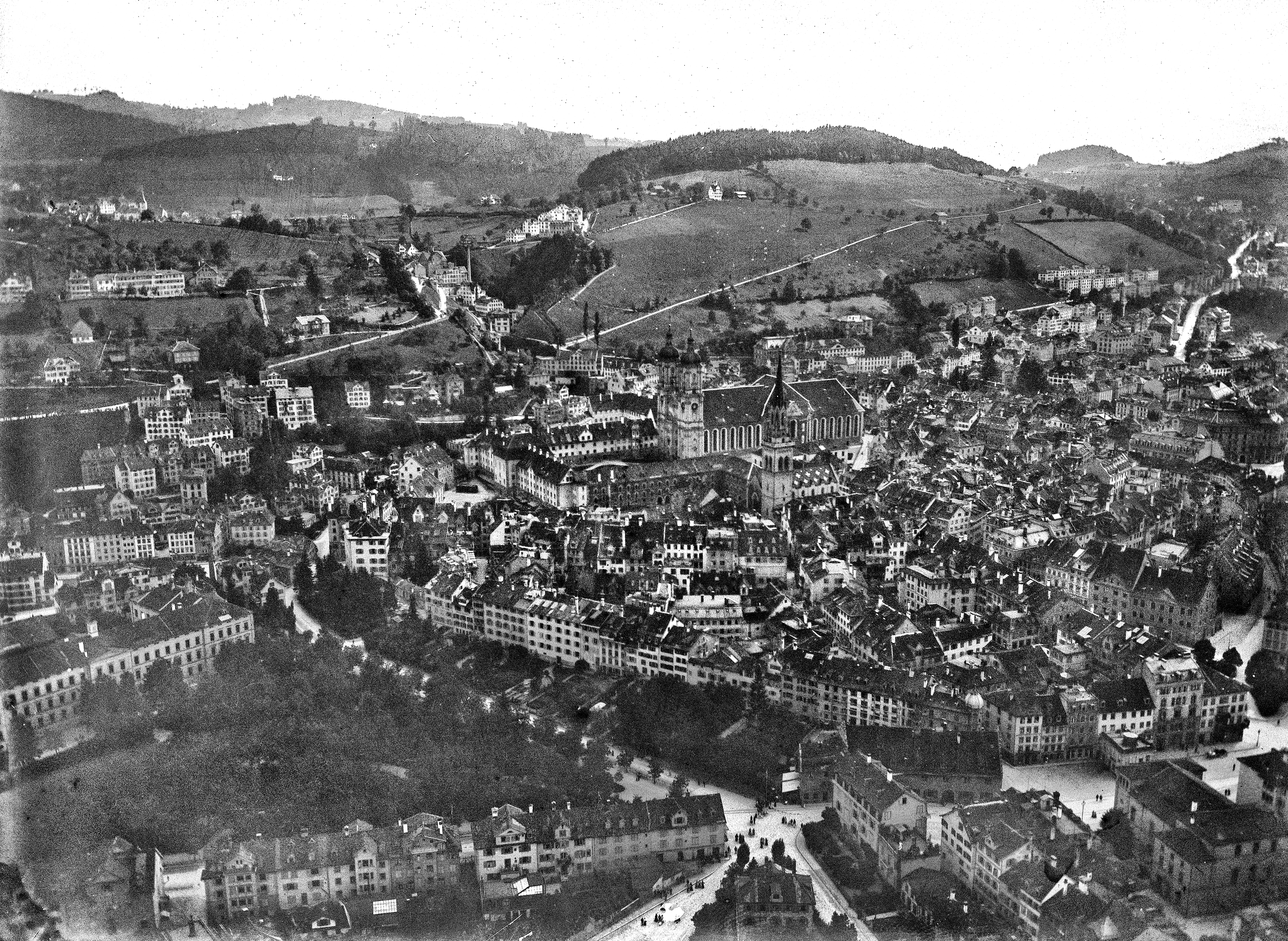
St. Gallen 1893
Andermatt, nedatováno
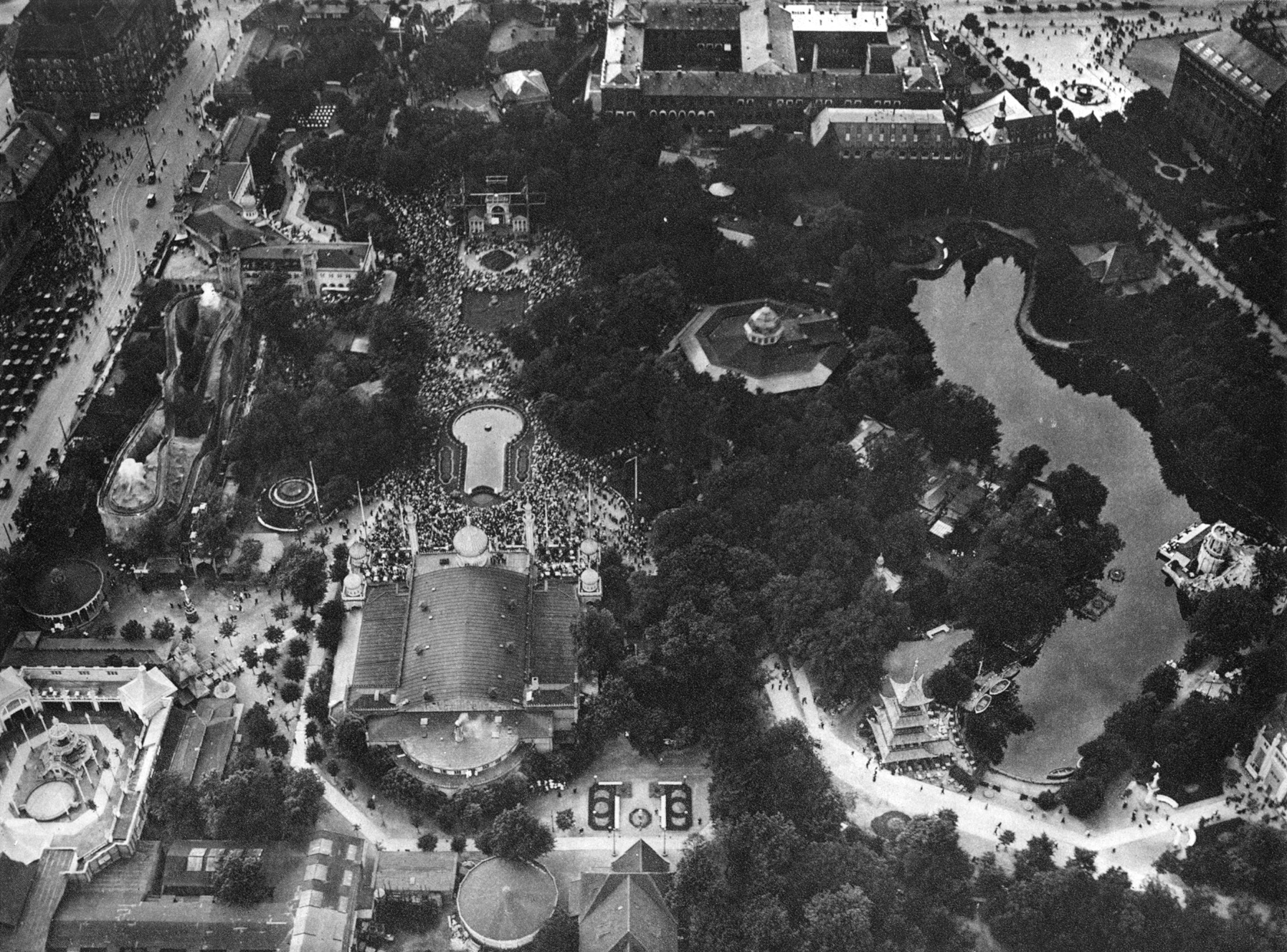
Zábavní park Tivoli v Kodani, 1922